# Honda Juno

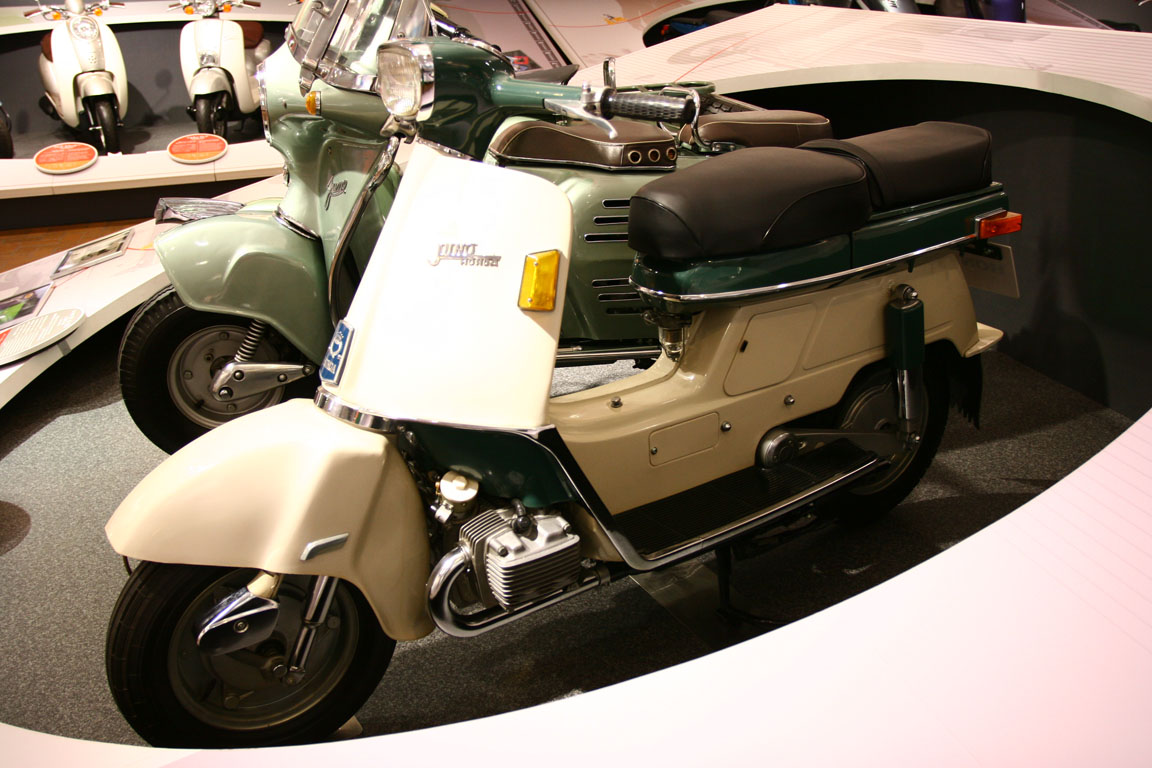
Honda Juno M85 und ein Juno KA im Hintergrund.

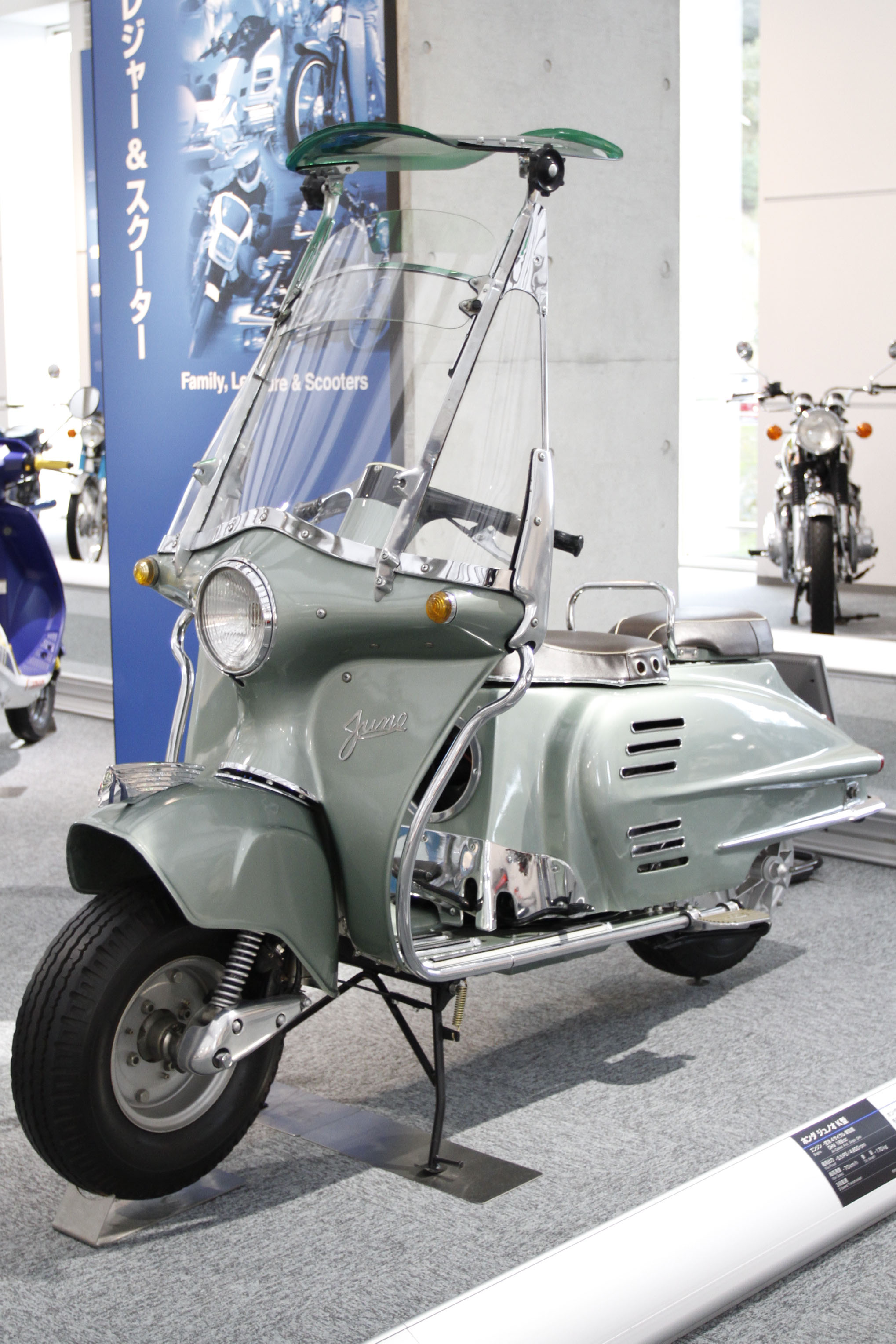
Honda Juno K (1954)

Honda Juno ist die Bezeichnung für zwei Motorrollertypen des japanischen Herstellers Honda. Hergestellt wurden 1954–1955 5890 Fahrzeuge der K-Serie (K, KA, KB) und 1961–1962  die M-Serie (M80, M85) in 5880 Exemplaren. Der Juno wurde nie in Europa angeboten. Ein einziges Exemplar befindet sich im Deutschen Zweirad- und NSU-Museum in Neckarsulm.

## Technik
Der Juno K hat einen gebläsegekühlten Einzylinderviertaktmotor mit hängenden Ventilen und ein Dreiganggetriebe Der Hubraum ist 189 cm³ (K) oder 220 cm³ (KA & KB) und die maximalen Leistung  5,6 kW (7,5 hp) bei 4800 min−1 (K) oder  6,7 kW (9,0 hp) bei 5500 min−1 (KA & KB). Der Juno K hat einen plastikverkleideten Rohrrahmen, wiegt 160–195 kg (je nach Ausführung) und erreicht eine Höchstgeschwindigkeit von 70 km/h.
Die M-Serie der Motorroller hat einen fahrtwindgekühlten Zweizylinder-Viertakt-Boxermotor längs zur Fahrtrichtung eingebaut. Der Rahmen war aus Stahlblech geschweißt. Der Motor der M80 hat einen Hubraum von 125 cm³ und entwickelte eine Nennleistung von 11 PS bei 9000 min−1. Der Juno 170 M85 hatte einen Hubraum von 169 cm³ und eine Nennleistung von 12 PS bei 7600 min−1, sowie ein Drehmoment von 13,1 Nm bei 5.700 min−1. Des Weiteren war der Juno mit zwei Keihin Vergasern, einer 12-V-Batterie und einer kontaktgesteuerten Spulenzündung ausgestattet.
Angelassen wird der Honda Juno mit E-Starter oder Seilzugstarter. Die Motorleistung wurde über ein stufenloses Badalini-Automatikgetriebe übertragen, als Sekundärantrieb diente eine gekapselte Rollenkette. Mit einer Reifengröße von 3.50–10 und einem Gewicht (vollgetankt) von 157 kg beschleunigt der Juno auf eine Höchstgeschwindigkeit von 98 km/h.
Verkaufspreis des M85 war 1962 laut Prospekt 169.000 Yen (heute ca. 1340 EUR).

## Quelle
- Motorrad 1984, Heft 3, Seite 45